# Елизарьев, Валентин Николаевич
Валенти́н Никола́евич Елиза́рьев (бел. Валянцін Мікалаевіч Елізар'еў; род. 30 октября 1947, Баку, Азербайджанская ССР) — советский, белорусский балетмейстер, хореограф, педагог. Народный артист СССР (1985).

## Биография
Родился 30 октября 1947 года в Баку.
В 1967 году окончил Ленинградское академическое хореографическое училище им. А. Я. Вагановой, в 1973 — балетмейстерское отделение Ленинградской консерватории им. Н. А. Римского-Корсакова (ученик И. Д. Бельского).
С 1967 по 1968 год руководил хореографическим кружком ДК имени 1-й Пятилетки в Ленинграде. C 1968 по 1970 год руководил студией танца Ленинградского государственного университета.
С 1973 года, в 26 лет, стал главным балетмейстером Государственного академического Большого театра оперы и балета Белорусской ССР.
В 1982 году, по стипендии ЮНЕСКО, стажировался в области режиссуры балета в Париже (Франция).
С 1992 по 1996 год — художественный руководитель балетной труппы Большого театра оперы и балета Республики Беларусь.
С 1996 по 2009 год — директор-художественный руководитель Театра балета Республики Беларусь.
C 1995 года — профессор Белорусской государственной академии музыки.
С 1996 года — член Совета Европы по культуре, академик Международной славянской академии (Москва).
С 1997 года — академик Петровской академии наук и искусств (Санкт-Петербург).
В 2000—2008 годах — член Совета Республики Национального собрания Республики Беларусь.
С 2018 по 2024 год — художественный руководитель Национального академического Большого театра оперы и балета Республики Беларусь.

### Семья
- Супруга — Маргарита Изворска-Елизарьева (род. 1946), режиссёр оперы, доктор философских и педагогических наук, профессор Белорусской Академии музыки, заслуженный деятель искусств Белорусской ССР (1990).
- Сын — Александр, дочь — Анна.
- Внуки – Боян, Руслан, Никита

## Награды и звания
- Заслуженный деятель искусств Белорусской ССР (1976)[2]
- Народный артист Белорусской ССР (1979)
- Народный артист СССР (11 мая 1985 года) — за большие заслуги в развитии советского хореографического искусства[3]
- Государственная премия Республики Беларусь (1996)
- Премия Союзного государства в области литературы и искусства за 2017-2018 годы[4].
- Специальная премия Президента Республики Беларусь  деятелям культуры и искусства за достижения в области хореографического искусства и вклад в развитие международных связей Республики Беларусь (1998, 2001)
- Орден Отечества II степени (28 декабря 2007 года) — за многолетнюю плодотворную работу, высокое профессиональное мастерство, достижение значительных показателей, мужество и отвагу, проявленные при исполнении служебных обязанностей, заслуги в развитии судебного дела, машиностроения, строительной отрасли, здравоохранения, науки и культуры[5]
- Орден Отечества III степени (23 декабря 2003 года) — за выдающиеся достижения в творческой деятельности, значительный личный вклад в развитие белорусского балета, расширение международных культурных связей[6]
- Орден Франциска Скорины (30 октября 1997 года) — за большой личный вклад в становление и развитие белорусского балета[7]
- Орден Дружбы народов (1981)
- Медаль Пушкина (Россия, 4 декабря 2007 года) — за большой вклад в распространение, изучение русского языка и сохранение культурного наследия, сближение и взаимообогащение культур наций и народностей[8]
- Медаль Дружбы (Вьетнам, 1983)
- Медаль «Benedictvs XVI Pont.Max.Anno III» (Ватикан, 2008)
- Медаль ЮНЕСКО «Пять континентов» (Париж, 2016)
- Премия Всесоюзного конкурса балетмейстеров (Москва, 1972)
- Премия за лучшую современную хореографию 7-го Международного конкурса артистов балета и хореографов (Москва, Большой театр; 1993)
- Премия «Бенуа танца» в номинации «Лучший хореограф 1995 года»
- Премия Benois de la dance Международной ассоциации танца (1996)
- Лауреат Национальной театральной премии (Минск, 2011, 2021, 2023)
- «Хрустальная Павлинка» — главный приз Союза театральных деятелей Беларуси (2012)
- Почётная грамота Верховного Совета Литовской ССР (1976)
- Почётная грамота Верховного Совета Белорусской ССР (1983)
- Почётная грамота Совета Республики Национального собрания Республики Беларусь (2007)
- Благодарность Президента Республики Беларусь (2007)
- Благодарность Премьер-министра Республики Беларусь (2012)
- Почётный знак Министерства культуры РБ «За значительный личный вклад в развитие белорусской культуры» (1997)
- Почётный знак «За вклад в развитие российской культуры и сотрудничество» (2005)
- Почётный нагрудный знак «Shusha 270» Министерства культуры Азербайджана (2022)
- Нагрудный знак Министерства культуры РБ «За вклад в развитие культуры Беларуси» (2003)
- «Человек года» в области музыкального искусства с вручением приза «Золотая Нефертити» (1996)
- «Человек года в сфере культуры» (2017)
- Почётный гражданин Минска (2007)
- Национальная театральная премия Белоруссии — Премия «За вклад в развитие театрального искусства» (2021)

## Хореографические постановки
Большой театр оперы и балета Республики Беларусь
- 1974 — Ж. Бизе—Р. Щедрин «Кармен-сюита», восстановление в 2019
- 1975 — Р. Щедрин «Камерная сюита»
- 1976 — А. Петров «Сотворение мира»
- 1978 — Е. Глебов «Тиль Уленшпигель»
- 1980 — А. Хачатурян «Спартак»
- 1981 — Г. Малер «Адажиетто»
- 1982 — П. Чайковский «Щелкунчик»
- 1983 — К. Орф «Кармина Бурана»
- 1984 — М. Равель «Болеро»
- 1985 — П. Чайковский «Лебединое озеро» (художественный руководитель постановки)
- 1986 — И. Стравинский «Весна священная»
- 1988 — С. Прокофьев «Ромео и Джульетта»
- 1989 — Л. Минкус «Дон Кихот»
- 1995 — А. Мдивани «Страсти» («Рогнеда»)
- 1997 — И. Стравинский «Весна священная» (вторая редакция)
- 1998 — И. Стравинский «Жар-птица»
- 1998 — А. Петров «Сотворение мира» (вторая редакция)
- 2001 — П. Чайковский «Спящая красавица»
- 2004 — Е. Глебов «Легенда об Уленшпигеле» (вторая редакция)
- 2007 — Б. Асафьев «Бахчисарайский фонтан» (художественный руководитель постановки)
- 2017 — Юбилейный концерт «Балет  - искусство мысли»
- 2017 — А. Хачатурян «Спартак» (вторая редакция)
- 2018 — С. Прокофьев «Ромео и Джульетта» (новая авторская редакция)
- 2019 — А. Петров «Сотворение мира» (новая авторская редакция)
- 2020 — П. Чайковский «Щелкунчик» (новая авторская редакция)
- 2021 — П.Чайковский «Лебединое озеро» (новая авторская редакция)
- 2022 —  П.Чайковский «Спящая красавица» (новая авторская редакция)
- 2023 — Л.Минкус «Дон Кихот» (новая авторская редакция)

За пределами Республики Беларусь
- 1973 — А. Петров «Бессмертие» (Московский классический балет, Россия)
- 1974 — С. Прокофьев «Классическая симфония» (Московский классический балет, Россия)
- 1976 — Р. Щедрин «Настроения» (Большой театр Союза ССР, Россия)
- 1977 — Е. Глебов «Легенда о Тиле» (Ленинградский театр оперы и балета им. Кирова, Россия)
- 1979 — Балеты В. Елизарьева («Классическая симфония» С. Прокофьева, «Адажиетто» Г. Малера, «Кармен-сюита» Ж. Бизе—Р. Щедрина) (Большой театр, Варшава, Польша)
- 1990 — А. Адан «Жизель» (Словенский театр оперы и балета, Любляна, Югославия)
- 1993 — Л. Минкус «Дон Кихот» (Театр оперы и балета, Стамбул, Турция)
- 1995 — А. Хачатурян «Спартак» (Театр оперы и балета, Анкара, Турция)
- 2003 — Ц. Пуни «Эсмеральда» (Театр NBA Ballet Company, Токио, Япония)
- 2010 — А. Хачатурян «Спартак» (Каирский оперный театр, Египет)
- 2011 — Л. Минкус «Дон Кихот» (Japan Ballet Association, Токио, Япония)
- 2013 — П. Чайковский «Лебединое озеро» (Japan Ballet Association, Токио, Япония)
- Хореографические миниатюры и одноактные балеты: «Контрасты» на музыку Р. Щедрина, «Дорога» на музыку Самойлова, «Поэма» на музыку А. Петрова и др.

В кино и на телевидении
- 1975 — «Фантазия» (телефильм-балет) А. Эфроса по повести «Вешние воды» И. Тургенева (с участием М. Плисецкой, фрагменты из музыки П. Чайковского) (Москва, ЦТ)
- 1979 — «Сотворение» (телефильм) В. Шевелевича (Минск, БТ)
- 1987 — «Возвращение „Весны“» А. Каневского (Минск, «Беларусьфильм»)
- 1988 — «Весна священная», видеофильм (Минск, «Белвидеоцентр»)
- 1990 — «Ромео и Джульетта» (видеофильм) Н. Лукьянова (Минск, «Белвидеоцентр»)
- 1991 — «Дон Кихот» (видеофильм) Г. Николаева (Минск, «Белвидеоцентр»)
- 1992 — «Болеро» (видеофильм) Г. Николаева (Минск, «Белвидеоцентр»)
- 1992 — «Кармен-сюита» (видеофильм) Г. Николаева (Минск, «Белвидеоцентр»)
- 1992 — «Кармина Бурана» (видеофильм) В. Шевелевича (Минск, «Белвидеоцентр»)
- 1992 — «Щелкунчик» (видеофильм) В. Шевелевича (Минск, «Белвидеоцентр»)
- 1993 — «Валентинов день» (телефильм) В. Шевелевича (Минск, «Белвидеоцентр»)
- 1993 — «Спартак» (видеофильм) В. Шевелевича (Минск, «Белвидеоцентр»)
- 1995 — «Страсти»(«Рогнеда») (видеофильм) В. Шевелевича (Минск, «Белвидеоцентр»)
- 1998 — «Жар-птица» (видеофильм) В. Шевелевича (Минск, «Белвидеоцентр»)
- 2000 — «Спартак» (телефильм) В. Шевелевича (Минск, «Белвидеоцентр»)
- 2001 — «Работа, которая называется сочинением» (видеофильм) В. Шевелевича (Минск, «Белвидеоцентр», ТРО Союза)
- 2002 — «Валентин Елизарьев» (видеофильм) В. Шевелевича (Минск, «Белвидеоцентр»)
- 2003 — «Валентин Елизарьев — зеркало времени» (хроникально-документальный фильм) В. Шевелевича (Минск, «Белвидеоцентр»)
- 2003 — «Несколько историй из жизни хореографа» (видеофильм) В. Шевелевича (Минск, ТРО Союза)
- 2003 — «Балет, балет, балет», к 70-летию белорусского балета. Хронико-документальный фильм В. Шевелевича (Минск, «Белвидеоцентр»)
- 2008 — «Шкловский офорт» (хроникально-документальный фильм) Ю. Цветкова (Минск, «Белвидеоцентр»)
- 2012 — «Белорусский балет. История» (художественно-публицистический фильм) О. Лукашевича (Минск, «Белвидеоцентр»)
- 2014 — «Рогнеда». Интрига парижской сцены. Телефильм Н.Голубевой и Т.Кравченко (Минск, «Обратный отсчет ОНТ»)
- 2014 — «Общий Интерес». № 269 от 09.12.2014 (Межгосударственная ТРК «МИР»)
- 2017 — «Панорама с Е. Айзиковичем». ООО «Кинемания» по заказу ГУ «ТРО союзного государства»
- 2017 — «Майстры i куміры. Народны артыст СССР i Беларусi - Валянцін Елізар'еў» (Минск, ТК "Беларусь 3")
- 2017 — «Балет - искусство мысли», хронико-документальный фильм. Режиссёры: Олег Лукашевич, Александр Алексеев (Минск, ТК "Беларусь 1")
- 2017 — «Камертон», Народны артыст СССР Валянцін Елізар'еў (Минск, ТК "Беларусь 3")
- 2017 — Валентин Елизарьев – о своем юбилее, вдохновении, настоящем и будущем балета (ТК СТВ)
- 2019 — «Тэатр у дэталях. Балет «Рамэа i Джульета»» (Минск, ТК "Беларусь 3")
- 2019 — «Марков. Ничего личного» (Минск, ТК "ОНТ")
- 2019 — «В людях» (РТР-Беларусь)
- 2020 — «Тэатр у дэталях. Балет «Стварэнне свету» (Беларусь 3)
- 2022 — «Елизарьев» (Минск, «Белтелерадиокомпания», Агентство телевизионных новостей)
- 2024 — «Скажинемолчи», Народный артист СССР и БССР, лауреат Госпремии Валентин Елизарьев (Минск, ТК "Беларусь 1")